# Ар-Рад
Ар-Ра‘д (араб. الرعد — Гром) — тринадцатая сура Корана. Сура мединская.  Состоит из 43 аятов.

## Содержание
Сура посвящена природе как творению Аллаха, особенно таким чудесам, как небеса, гром, земля и растения на ней.
В начале суры указывается на огромное значение Священного Корана, ниспосланного Аллахом, на власть Аллаха Всевышнего над Вселенной, на её совершенство и на то, что Аллах сотворил в ней для пользы людей. Потом указывается, что Аллах, который создал всё, что в небесах и на земле, может заново творить и воскрешать, что знание и могущество Аллаха Всевышнего безграничны. Он может наказать тех, которые не повинуются ему, в этой и в будущей жизни. В суре также обращено внимание на изумительные чудеса Вселенной.
Потом Аллах Всевышний говорит о том, как люди воспринимают Коран, являющийся руководством, ведущим по прямому пути. Аллах указал, какими чертами характера обладают верующие и на их поведение по отношению к другим людям, а также указал на нечестивость неверующих и на их упрямство, проявляющееся в упорном требовании ниспослать ещё знамения и чудеса, кроме Корана, несмотря на всё его величие.
Затем Аллах указывает на издевательство неверных над Посланником и обращает внимание Посланника на то, что и прежде над посланниками издевались и что Аллах Всевышний, который над всеми душами и вещами мощен, каждому воздаст по заслугам, и что Коран — самое великое и вечное чудо, которое останется до Дня воскресения. Аллах также напоминает о том, что он поддерживает своих посланников разными знамениями, которые он считает нужными. А если многобожники отрицают миссию пророка и не верят в него, то Аллах свидетельствует о том, что это истина и этого пророку достаточно.

Алиф. Лам. Мим. Ра. Это – аяты Писания. Ниспосланное тебе от твоего Господа является истиной, однако большинство людей не верует. ۝ Аллах вознёс небеса без опор, которые вы могли бы увидеть, а затем вознёсся на Трон (или утвердился на Троне). Он подчинил солнце и луну, и они движутся к назначенному сроку. Он управляет делами и разъясняет знамения, – быть может, вы будете убеждены во встрече со своим Господом. ۝ Он – Тот, Кто распростёр землю, установил на ней незыблемые горы и реки, взрастил на ней из разных плодов по паре. Он покрывает день ночью. Воистину, в этом – знамения для людей размышляющих. ۝ На земле есть сопредельные участки, виноградные сады, посевы, пальмы, растущие из одного корня или из разных корней. Их орошают одной водой, но одни из них Мы создаём более вкусными, чем другие. Воистину, в этом – знамения для людей разумеющих. ۝ Если ты удивляешься, то удивляйся их словам: "Неужели после того, как мы станем прахом, мы возродимся в новом творении?" Они – те, которые не уверовали в своего Господа. Они – те, у кого на шеях оковы. Они – обитатели Огня, которые пребудут в нём вечно. ۝ Они торопят тебя со злом прежде добра, но ведь до них уже были примеры поучительного наказания. Воистину, твой Господь прощает людей, несмотря на их несправедливость. Воистину, твой Господь суров в наказании.
— Коран 13:1—6 (Кулиев)